# L'orrore sotterraneo
L'orrore sotterraneo (Resident Evil: Underworld), noto anche come Resident Evil 4. L'orrore sotterraneo, è un romanzo di fantascienza e horror scritto nel 1999 da S. D. Perry, quale prosieguo dell'adattamento del secondo capitolo della serie videoludica di Resident Evil, La città dei morti, scollegato tuttavia dalle storie del gioco stesso.
Questo romanzo è stato edito in Italia quale supplemento Urania nel gennaio 2002.

## Contesto narrativo
Ambientato nell'ottobre del 1998, questo romanzo riprende le vicende lasciate in sospeso al termine degli eventi del precedente episodio. 
Attraverso i consueti ritagli di giornale presenti all'inizio di questo come di ogni precedente romanzo della serie, il lettore viene informato di come, a seguito dell'esplosione del complesso Umbrella Corporation, l'intera Raccoon City sia stata praticamente rasa al suolo da un tremendo incendio. In conseguenza a tale catastrofe, la stessa Umbrella Corporation, ufficialmente intervenuta in aiuto delle forze di soccorso, è riuscita a creare delle false prove atte a screditare completamente la squadra S.T.A.R.S. già coinvolta negli eventi di villa Spencer, incastrando Barry Burton, Chris Redfield, Jill Valentine e Rebecca Chambers quali responsabili, in collaborazione con il capo Irons, per l'incredibile tragedia.

## Trama
I sopravvissuti di Raccoon City, Claire Redfield e Leon S. Kennedy, unitisi al gruppo formato da David Trapp, John Andrews e dalla stessa Rebecca Chambers, già reduci dagli orrori di Caliban Cove, si trovano in fuga dalle forze della Umbrella Corporation. Il piano dei cinque, prevede la loro partenza per l'Europa, allo scopo di raggiungere Chris, Jill e Barry che, lì, nelle ultime settimane, hanno iniziato a studiare le strategie utili a condurre un attacco risolutivo alla sede centrale dell'Umbrella Corporation.
Sfuggiti all'inseguimento in auto e raggiunto il piccolo aeroporto dal quale, con un volo privato, entreranno clandestinamente in Europa, i cinque partono apparentemente tranquilli, convinti di potersi presto riunire ai propri compagni. 
Purtroppo per loro, Trent, già contatto per David negli eventi di Caliban Cove, così come contatto di Jill in quelli di villa Spencer e di Ada Wong in quelli di Raccoon City, torna improvvisamente in scena, offrendo loro un nuovo importante incarico che non prevede, per ora, il loro arrivo in Europa, quanto, piuttosto, il loro trasferimento nello Utah, dove una nuova, immensa, base sotterranea dell'Umbrella Corporation sta venendo realizzata.
L'incarico che Trent prevede per i propri "collaboratori", in questa occasione, è il recupero di un taccuino in possesso di Jay Reston, capo di tale nuova base, contenente al proprio interno degli importanti codici grazie ai quali poter avere accesso a segreti dell'Umbrella Corporation.
Per quanto inizialmente non contenti di doversi nuovamente prestare a Trent e ai suoi enigmatici incarichi, i cinque accettano l'incarico e si pongono in viaggio verso lo Utah.
Lì sopraggiunti, durante le operazioni volte a infiltrarsi all'interno della base sotterranea chiamata il Pianeta, verranno scoperti da Reston, il quale cercherà di fare di tutto per impedire loro l'ingresso. Purtroppo, in conseguenza di tali sforzi, John e Leon si ritrovano separati dal resto della squadra, infiltrati, soli, nella base sotterranea ove, loro malgrado, si ritroveranno a dover fronteggiare una serie di quattro pericolosi scenari all'interno dei quali nuove creature dell'Umbrella Corporation tenteranno in ogni modo di ucciderli.
Nel mentre in cui John e Leon affronteranno i pericoli del Pianeta, David, Rebecca e Claire dovranno fronteggiare l'incursione di una squadra d'assalto dell'Umbrella Corporation, prontamente inviata sul posto per respingere la minaccia da loro rappresentata.
Dopo numerose peripezie, nelle quali Rebecca resterà seriamente ferita, David e le ragazze riusciranno a raggiungere John e Leon nella base sotterranea, là dove, loro malgrado, gli ultimi due si sono già impegnati a liberare un nuovo, spaventoso, Tyrant allo scopo di distruggere tutto. 
In un estremo tentativo di guadagnarsi una via di fuga, Reston prenderà in ostaggio Rebecca, ma, quale unico risultato di ciò, malgrado la propria debolezza, la giovane riuscirà a sottrargli il taccuino ragione della loro missione.
I cinque, alla fine, riusciranno così a conquistarsi un'occasione di fuga dalla base ormai completamente distrutta, decisi, ora più che mai, a raggiungere l'Europa e a porre definitivamente la parola fine attorno alle malefatte dell'Umbrella Corporation.
L'epilogo del romanzo, spostando inaspettatamente l'attenzione sul misterioso signor Trent, rivelerà come egli, già scopertosi uno fra i direttivi dell'Ufficio Bianco dell'Umbrella Corporation, la direzione dei reparti di ricerca e sviluppo sulle armi biologiche, in verità è il figlio di una coppia vittima della multinazionale, infiltratosi, con lunghi anni di impegno, all'interno della stessa Umbrella Corporation allo scopo di poterla distruggere, ottenendo vendetta, in ciò, per i propri genitori.
Soddisfatto della squadra che è riuscito a mettere insieme, riunendo gli ex-membri della S.T.A.R.S. nonché Claire e Leon, inaspettati e pur ottimi acquisti, anche Trent, ora, brama la resa dei conti, in Europa.

## Edizioni italiane
- S. D. Perry, L'orrore sotterraneo, Stefano Di Marino (traduttore), Mark Gerber (progetto della copertina), 1 ed., supplemento al n. 1430 di Urania, Mondadori, 2002.